# ブライトリング オービター 3
ブライトリング オービター 3はパイロットのスイス人ベルトラン・ピカール(Bertrand Piccard)とクルーの英国人ブライアン・ジョーンズ(Brian Jones)により世界で初めて無着陸で世界一周飛行に成功した気球である。設計、製作は英国のキャメロン バルーンが行った。完全に膨らむと全高55mある。プロパンを燃料とする6基の燃焼器があり、28個のチタン製のタンクがゴンドラの周囲に設置されている。スイスの時計会社のブライトリングがスポンサーになった。

## 飛行
スイスアルプスのシャトーデー(Château-d'Œx)を1999年3月1日に離陸、エジプトの砂漠に3月21日に19日と21時間55分で着陸した。最高高度は11,373mで最高速度は161ノットだった。最長飛行距離40,814kmおよび最長飛行時間477時間47分のFAI公認自由気球世界記録を作った（その後世界一周最短時間記録370時間24分はスティーヴ・フォセットの320時間33分に破られた）。

## リンク
- Cameron Balloons orbiter website
- Brian Jones' personal website for the orbiter project
- BBC NEWS: Life inside Breitling Orbiter 3